# Passabém
Passabém is een gemeente in de Braziliaanse deelstaat Minas Gerais. De gemeente telt 1.825 inwoners (schatting 2009).

## Aangrenzende gemeenten
De gemeente grenst aan Ferros, Itambé, Santa Maria de Itabira en São Sebastião do Rio Preto.